# Коронавірусна хвороба 2019 на Сейшельських Островах
Коронаві́русна хворо́ба 2019 на Сейше́льських Острова́х — розповсюдження пандемії коронавірусу територією Сейшельських Островів.
Перший випадок появи коронавірусної хвороби було виявлено на території Сейшел 11 березня 2020 року.
Станом на 26 березня 2020 року, було зафіксовано 6 випадків захворювання.

## Хронологія

### 2020
9 березня Сейшели оголосили про тимчасове закриття для круїзних суден. Також було заборонено будь-яким особам з Сейшельських островів їздити до Китаю, Південної Кореї, Італії та Ірану. Виняток робився для повернення громадян Сейшел..
14 березня влада Сейшел повідомила про перші два випадки захворювання у країні, це громадяни Сейшел, чоловік та жінка, інфіковані повідомили про те, що контактували з якоюсь особою в Італії 11 березня, у якої було виявлено коронавірус.
15 березня було повідомлено про виявлення третього випадку, інфікованим виявився олімпійський атлет котрий прибув з Нідерландів.
31 липня Сейшели закрили кордони для в'їзду туристів з деяких країн з викоим рівнем захворюваності, серед них і Україна.

### 2021
9 травня в країні було повторно введено карантин через ріст хворих.
Станом на початок липня, Сейшели посідали друге місце серед інших країн за рівнем ваакцинації, до цього часу тут було вакциновано 71,7% населення країни.